# Madhwa
Para el religioso advaita Madhava Acharia, vea Madhava Vidyaranya.
Madhua Acharia (1238-1317)) fue el fundador de una doctrina filosófica en el sur de la India.
Su nombre se puede ver escrito de varias maneras:
- Madhwacharya (transliteración inglesa, la más común)
- Madhua Acharia, o Madhuacharia (transliteración al español)
- ಶ್ರೀ ಮಧ್ವಾಚಾರ್ಯರು (en idioma canarés)
- मध्वाचार्य (en escritura devanagari)
- Madhvāchārya o Madhva Āchārya (según el AITS, el alfabeto internacional sistema de transliteración sánscrita)

Su doctrina se llama tattua vāda (‘doctrina acerca de la verdad’), conocida popularmente como dvaita o dualismo del hinduismo, que se opone a la advaita (‘no dualidad’) del gran vedantista Sankará.
Es una de las tres doctrinas vedantistas más influyentes.
Los miembros de su grupo (el madhua-mata o ‘doctrina de Madhua’) se hacen llamar Mádhuas.
Madhua fue uno de los pensadores más importantes del movimiento bhakti en la India.
Fue pionero en varios aspectos, al ir en contra de los estándares, convenciones y normas, en la rígida sociedad de castas hindú.
Sus seguidores lo creían la tercera encarnación de Mukhya Prana (‘principal aire’, otro nombre del dios del viento Vaiú), después del antropoide Jánuman (sirviente del rey Rama) y el guerrero Bhimá (uno de los cinco hermanos pándavas).

## Infancia
Madhua nació en el día de viyaia dashami del año 1238, en Payaka (una aldea cerca de Udupi).
Su hagiógrafo, Naráiana Pandita Acharia dice que sus padres se llamaban Madhya-Geha Bhatta (de la casta bráhmana kanarés) y Vedavati, y que su nombre de nacimiento era Vasudeva (un nombre del dios Krisná). Según otros autores, se llamaba Madhu o Bhagavat Pada.
En su niñez, Vasudeva mostró un talento precoz en aprender temas espirituales.
Entró en saniasa (abandono de la familia) a los once años, y tomó iniciación de un reputado asceta de su época, Achiuta Preksha, cerca de Udupi, en el año saumia (1249).
El gurú Achiutapreksha le dio al niño Vasudeva el nombre de Purna Pragñá en el momento de su iniciación como saniás.
Poco menos de un mes después, el pequeño Purna Pragñá derrotó a un grupo de eruditos expertos en tarka (lógica hindú), liderados por Vasudeva Pandita.
Entonces su gurú Achyuta Preksha lo consagró como la cabeza del vedanta y le confirió el título de Ananda Tirtha.
Al principio él usaba este nombre Ananda Tirtha o Suka Tirtha para firmar sus trabajos.
Pero más adelante el escritor escribió que creía que los Vedas profetizaban acerca de él (en la oración Balitha sukta), pero con el nombre de Madhua, así que adoptó este seudónimo para sí mismo.

## Viaje por el sur de la India
Todavía adolescente, Madhua partió de viaje por todo el sur de la India.
Visitó varios lugares de peregrinación como AnantaSayana, Kania Kumari, Ramésuara y Sri Ranga.
Dondequiera que iba, predicó su tattua vada (doctrina religiosa) a la gente.
Atacaba las supersticiones de los pueblos de sur, y les enseñó las del norte.
Cuando volvió a Udupi, escribió un comentario (Bhashia) al Bhagavad-guita.

## Visita a Badri
Más tarde viajó al norte a predicar.
En Badri se bañó en el sagrado Ganges y observó un voto de silencio de 48 días.
Luego viajó a Viasa-Badri, donde dijo haber visitado a Viasa en su ermita, y le presentó su comentario al Guita.
Dijo que donde el texto decía: «He escrito con toda la capacidad [de Viasa]», Viasa lo había cambiado por «He escrito con un poco de su capacidad».
Cuando retornó del norte, escribió su famoso comentario al Vedanta-sutra.
Aunque fue autor de muchos trabajos, nunca escribió nada con sus propias manos.
Sus discípulos –en especial Satia Tirtha– trascribían su dictado en hojas de palma.
Entretanto, su influencia se había extendido por todo el país.
Eruditos de toda la India rindieron homenaje a sus singulares análisis y comentarios de las escrituras.
El círculo de sus discípulos se amplió y varios se iniciaron en saniasa bajo su dirección.
Achyuta Preksha, que hasta entonces se había mostrado escéptico ante la filosofía de Acharia, pronto se convirtió en un seguidor incondicional del Tattua-vada.

## Instalación de Krishna y regreso a Badri
Tras su regreso de Badri, Madhua permaneció en Udupi durante algún tiempo y escribió sus bhashyas o comentarios autorizados sobre los diez Upanishads.
También compuso glosas sobre cuarenta himnos del Rig Veda y escribió un tratado Bhagavata-tatparya en el que destacaba las enseñanzas esenciales de los puranas.
Además, escribió varios manuales temáticos y un canto devocional.
Fue también durante esta época cuando instaló la deidad de Krishna que encontró en el océano occidental, cerca de la costa de Udupi.
Después de algún tiempo, tras nombrar a algunos discípulos para que se encargaran de adorar a la deidad de Krishna que había instalado, emprendió su segundo viaje a Badri.
En el camino, tuvo que cruzar el río Ganges.
La otra orilla estaba entonces bajo el dominio de un rey musulmán.
Sin tener en cuenta las amenazas de los soldados musulmanes de no cruzar el río, el Acharia cruzó audazmente el río y llegó a la otra orilla.
Fue llevado ante el soberano musulmán, que se quedó estupefacto ante la osadía del asceta.
El Acharia dijo: 'Yo adoro a ese Padre que ilumina todo el universo; y tú también.
¿Por qué debería temer a tus soldados o a ti?
Al oír tales palabras, el rey musulmán quedó muy impresionado.
Se llenó de reverencia hacia este monje único.
Le ofreció varios regalos y riquezas que Madhua declinó cortésmente y continuó su camino hacia Badri.
Una vez allí, se cree que se reunió de nuevo con Vyasa y Narayana.
De regreso a Udupi, visitó Kashi, donde derrotó a un anciano asceta advaita, Amarendra Puri, en un debate filosófico.
Después llegó a Kurukshetra, donde se dice que ocurrió un extraño episodio.
El Acharia hizo excavar allí un túmulo y mostró a sus discípulos la maza enterrada de (el héroe épico) Bhima; y una vez más la hizo enterrar bajo tierra.
Más tarde visitó Goa de regreso a Udupi.
Se dice que allí cautivó al público con su música.
Su maestría musical está atestiguada por escritores contemporáneos.

## Últimos días
Tras regresar a casa de su segunda gira, el Acharia se dedicó a iniciar reformas sociales en Udupi y sus alrededores.
Sin embargo, un sector de la ortodoxia seguía activo y se oponía a sus puntos de vista.
Pundarika-Puri, un asceta advaita, también fue humillado por el Acharia en un debate.
Fue en esta época cuando Padmatirtha, un monje celoso de la erudición y popularidad de Madhua, organizó el robo de sus obras de la custodia de Pejattaya Shankara Pandita en Kasargodu.
Madhua viajó entonces a Kasargod y derrotó a Padma-tirtha en un debate filosófico.
La esencia de este debate fue reducida a la escritura por sus discípulos y publicada como el Vada o Tattvoddyota.
Las obras robadas fueron finalmente devueltas a Madhua en una ceremonia de felicitación organizada por Jayasimha de Kumble, el rey de la región de Tulu.
El acharia también mantuvo un intenso debate durante unos 15 días con Pejattaya Trivikrama Panditacharia, el preceptor real de la época, y salió victorioso.
Con el tiempo, Trivikrama Panditacharia se convirtió él mismo en discípulo y escribió un comentario llamado Tattua-dipika sobre el Brahma-sutra-bhashya de Acharia, rindiendo así homenaje al gurú.
El Acharia también apreciaba a Trivikrama pandita.
En deferencia a la petición del devoto alumno, escribió un extenso comentario en verso, viz, Anu-vyakhyana sobre los Brahma-sutras.
El Acharia dictaba esta obra a cuatro discípulos simultáneamente, sobre cada uno de los cuatro capítulos, sin interrupción alguna.
Al mismo tiempo, completó la composición de la obra Niaia vivarana.
A punto de cumplir los setenta años, Madhua inició a su hermano en la orden monástica.
Sería conocido como Sri Vishnutirtha, el primer pontífice de la actual Sodhe Matha y Subramanya Matha.
Por la misma época, Sobhana-bhatta recibió la iniciación en sanyasa de los Acharia.
Más tarde llegó a ser conocido como Padmanabha Tirtha, el fundador de la línea de pontífices en Desastha-mathas.
Tanto antes como después de la iniciación de estos dos, varios discípulos de diversas regiones del país recibieron su iniciación en sanyasa de los Acharia.
Entre ellos, los nombres de ocho discípulos que eligieron permanecer en Udupi como pontífices de diferentes mathas son los siguientes, en el orden de su iniciación":
1. Hrisikesa-tirtha (Palimaru matha)
2. Narasimha-tirtha (Adamaru-matha)
3. Janardana-tirtha (Krsnapura-matha)
4. Upendra-tirtha (Puttige-matha)
5. Vamana-tirtha (Sirur-matha)
6. Vishnu-tirtha (Sode-matha)
7. Srirama-tirtha (Kaniyuru-matha)
8. Adhoksaja-tirtha (Pejavara-matha)

Los otros dos célebres sanyasin-discípulos de los Acharia son.
9. Padmanabha-tirtha (Desastha-mathas)
10. Narahari-tirtha
No se sabe con certeza cuando Padmanabha-tirtha fue iniciado en sanyasa.
Hubo varios que se iniciaron antes que él.
Parece que debió haber sido iniciado en la orden en algún momento entre las fechas en que estos ocho pontífices fueron iniciados en la orden.
Tras iniciar a varios en la orden monástica e instalar pontífices en los diversos mathas, recorrió todo el distrito y se dedicó a educar al público en general.
También compuso -en beneficio de un brahmán de buen carácter, Eda-Paditaya, de la aldea de Idya- la obra literaria "Krsnamrtamaharnava".
Su discurso a los brahmanes de Ujire, en el que profundizó en el aspecto espiritual del ritualismo, se publicó con el título de Khandartha-nimaya (Karmanimaya).
A continuación visitó el templo de Panchalingesvara en Paranti, que encontró en estado ruinoso, sin ningún culto ni festividad.
Hizo los arreglos necesarios para reanudar el culto de acuerdo con los rituales prescritos por las antiguas escrituras (agamas).
En el año 79 de su vida, decidió despedirse de sus discípulos y procedió a asignarles la responsabilidad de continuar la tradición de su tattua vada.
Una vez hecho esto, en el noveno día de la mitad brillante del mes de Magha en el año Kali 4418 (1317 CE), se dirigió a Badri, completamente solo.
El día en que se dirigió a Badri se celebra hasta hoy como Madhua navami.

## Tradición
Los discípulos del Acharia, tanto pontificios como laicos, continuaron su tradición con celo devoto.
Llegaron a escribirse cientos de tratados dialécticos.
Entre los escritores pertenecientes a esta escuela podemos clasificar a grandes rasgos a algunos destacados en el siguiente orden cronológico: Vishnu Tirtha, Padmanabha-tirtha, Narahari-tirtha, Trivikrama-panditacharia, Narayana Panditacharia, Vamana-Panditacharia (Traivikramaryadasa), Jayatirtha (Tikacharia), Vijayadhuaja-tirtha, Visnudasacharia, Vyasatirtha, Vadiraja, Vijayindra-tirtha, Raghavendra Swami, Yadupati-acharia, etc.
El Acharia no ganó ningún gran establecimiento o propiedad para su matha.
Toda la propiedad que dejó como
legado a sus discípulos pontífices era tan sólo un cofre para guardar los dioses del culto diario, un bastón y un trozo de tela atado a los lados a modo de bolsa para recibir limosnas (jolige).
Más tarde, las mathas tomaron mejor forma a medida que aumentaba el número de sus devotos adeptos.
A continuación se presenta un amplio esbozo de los madhua-mathas existentes en la actualidad: 
Su filosofía Tattua-vada también acabó inspirando el culto Haridasa que anunció el movimiento Bhakti durante siglos.
Los Haridasas también hicieron contribuciones fundamentales en los campos de música y literatura.
Narahari Tirtha, uno de sus discípulos directos, es también responsable del resurgimiento del Yakshagana y de otras formas como el Kuchipudi.
[Raghavendra Swami]] de Mantralaya fue un santo de esta tradición que vivió en el siglo XVI de nuestra era y es venerado y adorado hasta nuestros días.
Varios Dvaita mathas y Raghavendra mathas en particular, siguen siendo establecidos en toda la India y también en algunos lugares en los EE. UU., Reino Unido y otros países
Todos estos Madhua mathas continúan con la propagación de los estudios Védicos y también están involucrados en actividades sociales y caritativas.
Madhua, en su comentario sobre el Vedānta-sūtra (2.1.6), cita al Bhaviṣya Purāṇa:

"Los Ṛg Veda, Yajur Veda, Sāma Veda, Atharva Veda, Mahābhārata [el cual incluye al Bhagavad-gītā], Pañcarātra, y el original  Rāmāyaṇa son todos considerados literatura védica....
Los supplementos del Vaiṣṇava, y las Purāṇas, también son literatura védica." También podemos incluir literatura relacionada como las Saṁhitās, y también los comentarios de los grandes maestros que han guiado el curso del pensamiento veda por siglos.

## Establecimientos religiosos
El principal ícono (vigraha) en Udupi de Lord Krishna se estableció en Madhua.
Los 8 monasterios (ashta mathas) de Udupi desde entonces han seguido su filosofía.
Los ocho monasterios (Ashta Matha's) son Krishnapura, Pejavara, Puttige, Sodhe (Sondhe), Kaniyooru, Adamaru, Shirur y Palimaru.

## Avataras declarados
En el libro Vishnú Tattwa VinirNaia, Madhua declaró que él había absorbido los avataras de Hánuman y Bhimá. Significativamente, la única otra persona que abiertamente hizo tal declaración acerca de su forma original fue el dios Krishná (en el Bhagavad Guita).

## Obras de Madhua Acharia
Madhua escribió muchos libros, comentarios a los Vedas, los Upanishad, el Bhagavad guita y los Brahma Sutra.
Sri Madhua también escribió muchos trabajos acerca de la doctrina tattua vada.

## Controversias hindú-cristiano-musulmanas
Madhwa fue mal percibido y tergiversado tanto por los misioneros cristianos como por los escritores hindúes durante la erudición de la época colonial Las similitudes en la primacía de un Dios, el dualismo y la distinción entre el hombre y Dios, la devoción a Dios, el hijo de Dios como intermediario, la predestinación, el papel de la gracia en la salvación, así como las similitudes en los relatos de milagros en el cristianismo y la tradición dvaita de Madhvacharya alimentaron estas historias. Entre los escritores cristianos, GA Grierson afirmó creativamente que las ideas de Madhwa evidentemente fueron "tomadas prestadas del cristianismo, muy posiblemente promulgadas como rival de la doctrina central de esa fe". Entre los escritores hindúes, según Sarma, SC Vasu tradujo creativamente las obras de Madhvacharya para identificar a Madhvacharya con Cristo, en lugar de comparar sus ideas.
La erudición moderna descarta la influencia del cristianismo en Madhvacharya, ya que no hay pruebas de que hubiera un asentamiento cristiano donde Madhvacharya creció y vivió, o de que hubiera un intercambio o discusión de ideas entre alguien con conocimientos de la Biblia y las leyendas cristianas, y él.
También hay suposiciones de que Madhwa estuvo influido por el Islam. El Madhvavijaya cuenta que Madhwa se reunió con el sultán de Delhi y le dijo en persa fluido que ambos adoran al mismo Dios del universo, y que él difunde la fe en Dios. Se dice que el sultán quedó tan impresionado por ello que quiso dar la mitad del imperio a Madhva, a lo que éste se negó. Sin embargo, el indólogo y erudito religioso Helmuth von Glasenapp supone que el monoteísmo también puede derivar del mundo intelectual indio, y que no hay ninguna razón que apoye la teoría de que las opiniones de Madhwa sobre la vida después de la muerte estuvieran influidas por impulsos musulmanes o cristianos.